# RBU
RBU — позывной длинноволнового передатчика точного времени и частоты. Сигнал согласован с эталоном времени, находящимся в ВНИИФТРИ (Менделеево). C 2008 года передатчик станции находится на территории Радиоцентра № 3 (Талдом). Сигнал передаётся на частоте 66⅔ кГц или 66,(6) кГц с излучаемой мощностью 50 кВт.

## Структура сигнала
Каждые 100 мс передаётся один бит:
| Начало | Длительность | Вид сигнала |
| ------ | ------------ | --- |
| +0 мс  | 10 мс        | Немодулированная несущая |
| +10 мс | 80 мс        | Несущая, подвергнутая фазовой модуляции синусоидальными сигналами с поднесущими частотами 100 Гц или 312,5 Гц и индексом модуляции 0,698 |
| +90 мс | 5 мс         | Немодулированная несущая |
| +95 мс | 5 мс         | Несущая отключена |

Сигналы с поднесущей частотой 312,5 Гц используются для маркирования единиц («1») в двоичном коде. Сигналы с поднесущей частотой 100 Гц используются для маркирования нулей («0») в двоичном коде.
Каждая секунда состоит из 10 битов: 6 из них фиксированны, два используются для определения конца минуты, два — для передачи информации:
Формат секунды
| Начало | Значение                                                                                      |
| ------ | --------------------------------------------------------------------------------------------- |
| 0 мс   | Информационный бит № 1                                                                        |
| 100 мс | Информационный бит № 2                                                                        |
| 200 мс | Всегда «0»                                                                                    |
| 300 мс | Всегда «0»                                                                                    |
| 400 мс | Всегда «0»                                                                                    |
| 500 мс | Всегда «0»                                                                                    |
| 600 мс | Всегда «0»                                                                                    |
| 700 мс | Минутные маркеры (перед началом новой минуты передаётся «1», во всех остальных случаях — «0») |
| 800 мс | Минутные маркеры (перед началом новой минуты передаётся «1», во всех остальных случаях — «0») |
| 900 мс | Всегда «1»                                                                                    |

| Секунда | Информационный бит № 1 | Информационный бит № 1                                                                                  | Информационный бит № 2 | Информационный бит № 2                                                                         | Секунда | Информационный бит № 1 | Информационный бит № 1                  | Информационный бит № 2 | Информационный бит № 2                     |
| Секунда | Вес бита               | Значение                                                                                                | Вес бита               | Значение                                                                                       | Секунда | Вес бита               | Значение                                | Вес бита               | Значение                                   |
| ------- | ---------------------- | --- | ---------------------- | ---------------------------------------------------------------------------------------------- | ------- | ---------------------- | --------------------------------------- | ---------------------- | ------------------------------------------ |
| 00      | 1                      | Всегда «1»                                                                                              | 1                      | Всегда «1»                                                                                     | 30      | 4                      | Год (00-99)                             | 8                      | Укороченная Юлианская дата TJD (0000-9999) |
| 01      | 0                      | Не используется, всегда «0»                                                                             | +0.1                   | DUT1 (+0.1-+0.8 с) Позиционно-единичный код                                                    | 31      | 2                      | Год (00-99)                             | 4                      | Укороченная Юлианская дата TJD (0000-9999) |
| 02      | 0                      | Не используется, всегда «0»                                                                             | +0.2                   | DUT1 (+0.1-+0.8 с) Позиционно-единичный код                                                    | 32      | 1                      | Год (00-99)                             | 2                      | Укороченная Юлианская дата TJD (0000-9999) |
| 03      | +0.02                  | dUT1 (+0.02-+0.10 с) Позиционно-единичный код                                                           | +0.3                   | DUT1 (+0.1-+0.8 с) Позиционно-единичный код                                                    | 33      | 10                     | Месяц (01-12)                           | 1                      | Укороченная Юлианская дата TJD (0000-9999) |
| 04      | +0.04                  | dUT1 (+0.02-+0.10 с) Позиционно-единичный код                                                           | +0.4                   | DUT1 (+0.1-+0.8 с) Позиционно-единичный код                                                    | 34      | 8                      | Месяц (01-12)                           | 0                      | Не используется, всегда «0»                |
| 05      | +0.06                  | dUT1 (+0.02-+0.10 с) Позиционно-единичный код                                                           | +0.5                   | DUT1 (+0.1-+0.8 с) Позиционно-единичный код                                                    | 35      | 4                      | Месяц (01-12)                           | 0                      | Не используется, всегда «0»                |
| 06      | +0.08                  | dUT1 (+0.02-+0.10 с) Позиционно-единичный код                                                           | +0.6                   | DUT1 (+0.1-+0.8 с) Позиционно-единичный код                                                    | 36      | 2                      | Месяц (01-12)                           | 0                      | Не используется, всегда «0»                |
| 07      | +0.10                  | dUT1 (+0.02-+0.10 с) Позиционно-единичный код                                                           | +0.7                   | DUT1 (+0.1-+0.8 с) Позиционно-единичный код                                                    | 37      | 1                      | Месяц (01-12)                           | 0                      | Не используется, всегда «0»                |
| 08      | 0                      | Не используется, всегда «0»                                                                             | +0.8                   | DUT1 (+0.1-+0.8 с) Позиционно-единичный код                                                    | 38      | 4                      | День недели 1=Понедельник 7=Воскресенье | 0                      | Не используется, всегда «0»                |
| 09      | 0                      | Не используется, всегда «0»                                                                             | −0.1                   | DUT1 (−0.1-−0.8 с) Позиционно-единичный код                                                    | 39      | 2                      | День недели 1=Понедельник 7=Воскресенье | 0                      | Не используется, всегда «0»                |
| 10      | 0                      | Не используется, всегда «0»                                                                             | −0.2                   | DUT1 (−0.1-−0.8 с) Позиционно-единичный код                                                    | 40      | 1                      | День недели 1=Понедельник 7=Воскресенье | 0                      | Не используется, всегда «0»                |
| 11      | −0.02                  | dUT1 (−0.02-−0.10 с) Позиционно-единичный код                                                           | −0.3                   | DUT1 (−0.1-−0.8 с) Позиционно-единичный код                                                    | 41      | 20                     | День месяца (1-31)                      | 0                      | Не используется, всегда «0»                |
| 12      | −0.04                  | dUT1 (−0.02-−0.10 с) Позиционно-единичный код                                                           | −0.4                   | DUT1 (−0.1-−0.8 с) Позиционно-единичный код                                                    | 42      | 10                     | День месяца (1-31)                      | 0                      | Не используется, всегда «0»                |
| 13      | −0.06                  | dUT1 (−0.02-−0.10 с) Позиционно-единичный код                                                           | −0.5                   | DUT1 (−0.1-−0.8 с) Позиционно-единичный код                                                    | 43      | 8                      | День месяца (1-31)                      | 0                      | Не используется, всегда «0»                |
| 14      | −0.08                  | dUT1 (−0.02-−0.10 с) Позиционно-единичный код                                                           | −0.6                   | DUT1 (−0.1-−0.8 с) Позиционно-единичный код                                                    | 44      | 4                      | День месяца (1-31)                      | 0                      | Не используется, всегда «0»                |
| 15      | −0.10                  | dUT1 (−0.02-−0.10 с) Позиционно-единичный код                                                           | −0.7                   | DUT1 (−0.1-−0.8 с) Позиционно-единичный код                                                    | 45      | 2                      | День месяца (1-31)                      | 0                      | Не используется, всегда «0»                |
| 16      | 0                      | Не используется, всегда «0»                                                                             | −0.8                   | DUT1 (−0.1-−0.8 с) Позиционно-единичный код                                                    | 46      | 1                      | День месяца (1-31)                      | 0                      | Не используется, всегда «0»                |
| 17      | 0                      | Не используется, всегда «0»                                                                             | 0                      | Не используется, всегда «0»                                                                    | 47      | 20                     | Час (00-23)                             | 0                      | Не используется, всегда «0»                |
| 18      | ∓                      | ΔUT Разность между московским временем и UTC, выраженная целым количеством часов. С 26.10.2016 ΔUT = +3 | 8000                   | Укороченная Юлианская дата TJD (последние 4 цифры Модифицированной Юлианской даты) (0000-9999) | 48      | 10                     | Час (00-23)                             | 0                      | Не используется, всегда «0»                |
| 19      | 10                     | ΔUT Разность между московским временем и UTC, выраженная целым количеством часов. С 26.10.2016 ΔUT = +3 | 4000                   | Укороченная Юлианская дата TJD (последние 4 цифры Модифицированной Юлианской даты) (0000-9999) | 49      | 8                      | Час (00-23)                             | P1                     | TJD (биты 18-25)                           |
| 20      | 8                      | ΔUT Разность между московским временем и UTC, выраженная целым количеством часов. С 26.10.2016 ΔUT = +3 | 2000                   | Укороченная Юлианская дата TJD (последние 4 цифры Модифицированной Юлианской даты) (0000-9999) | 50      | 4                      | Час (00-23)                             | P2                     | TJD (биты 26-33)                           |
| 21      | 4                      | ΔUT Разность между московским временем и UTC, выраженная целым количеством часов. С 26.10.2016 ΔUT = +3 | 1000                   | Укороченная Юлианская дата TJD (последние 4 цифры Модифицированной Юлианской даты) (0000-9999) | 51      | 2                      | Час (00-23)                             | 0                      | Не используется, всегда «0»                |
| 22      | 2                      | ΔUT Разность между московским временем и UTC, выраженная целым количеством часов. С 26.10.2016 ΔUT = +3 | 800                    | Укороченная Юлианская дата TJD (последние 4 цифры Модифицированной Юлианской даты) (0000-9999) | 52      | 1                      | Час (00-23)                             | 0                      | Не используется, всегда «0»                |
| 23      | 1                      | ΔUT Разность между московским временем и UTC, выраженная целым количеством часов. С 26.10.2016 ΔUT = +3 | 400                    | Укороченная Юлианская дата TJD (последние 4 цифры Модифицированной Юлианской даты) (0000-9999) | 53      | 40                     | Минута (00-59)                          | P3                     | ΔUT (биты 18-23)                           |
| 24      | 0                      | Не используется, всегда «0»                                                                             | 200                    | Укороченная Юлианская дата TJD (последние 4 цифры Модифицированной Юлианской даты) (0000-9999) | 54      | 20                     | Минута (00-59)                          | P4                     | Год (биты 25-32)                           |
| 25      | 80                     | Год (00-99)                                                                                             | 100                    | Укороченная Юлианская дата TJD (последние 4 цифры Модифицированной Юлианской даты) (0000-9999) | 55      | 10                     | Минута (00-59)                          | P5                     | Месяц+день недели (биты 33-40)             |
| 26      | 40                     | Год (00-99)                                                                                             | 80                     | Укороченная Юлианская дата TJD (последние 4 цифры Модифицированной Юлианской даты) (0000-9999) | 56      | 8                      | Минута (00-59)                          | P6                     | День (биты 41-46)                          |
| 27      | 20                     | Год (00-99)                                                                                             | 40                     | Укороченная Юлианская дата TJD (последние 4 цифры Модифицированной Юлианской даты) (0000-9999) | 57      | 4                      | Минута (00-59)                          | P7                     | Час (биты 47-52)                           |
| 28      | 10                     | Год (00-99)                                                                                             | 20                     | Укороченная Юлианская дата TJD (последние 4 цифры Модифицированной Юлианской даты) (0000-9999) | 58      | 2                      | Минута (00-59)                          | P8                     | Минута (биты 53-59)                        |
| 29      | 8                      | Год (00-99)                                                                                             | 10                     | Укороченная Юлианская дата TJD (последние 4 цифры Модифицированной Юлианской даты) (0000-9999) | 59      | 1                      | Минута (00-59)                          | 0                      | Не используется, всегда «0»                |